# Staszków (Słowacja)
Staszków (słow. Staškov, węg. Szaniszlófalva, do 1899 Sztaskó) – wieś i gmina (obec) w powiecie Czadca, kraju żylińskim, w północnej Słowacji. Najstarsze pisemne wzmianki o miejscowości pochodzą z 1614 i 1658 roku. Została zasiedlona przez polskich osadników z sąsiedniego Śląska. Jeszcze w XIX w. mieszkańcy porozumiewali się gwarą czadecką.